# Вълкът от Уолстрийт (филм, 2013)
„Вълкът от Уолстрийт“ (на английски: The Wolf of Wall Street) е американска черна комедия от 2013 г. на режисьора Мартин Скорсезе по едноименния мемоар на Джордан Белфорт. Продукцията е вдъхновена от автобиографичната книга със същото име, дело на бившия стоков брокер от Лонг Айлънд, Джордън Белфорт. Сценарият е на Терънс Уинтър, а Леонардо ди Каприо изпълнява ролята на борсовия брокер (Джордън Белфорт), който управлява фирма, занимаваща се с измами с ценни книжа на Уол Стрийт през 90-те години на ХХ век.

## В ролите
| Изпълнител         | Роля            |
| ------------------ | --------------- |
| Леонардо Ди Каприо | Джордан Белфорт |
| Джона Хил          | Дони Ейзоф      |
| Марго Роби         | Наоми Лапаля    |
| Роб Райнър         | Макс Белфорт    |
| Матю Макконъхи     | Марк Хана       |
| Кайл Чандлър       | Патрик Денъм    |
| Пи Джей Бърн       | Ники Коскоф     |
| Джон Бърнтол       | Брад Бодник     |
| Жан Дюжарден       | Жан-Жак Сорел   |
| Кристин Милиоти    | Териса Петрийо  |
| Джон Фавро         | Мани Рискин     |

## Боксофис
Към 27 март 2014 г. „Вълкът от Уолстрийт“ генерира общи приходи от $389,5 милиона, от които $116,8 милиона на американския кино пазар и $272,7 милиона на международната сцена. В САЩ дебютният уикенд на филма носи приходи от $18,4 милиона от прожекции в 3387 киносалона, което го нарежда след филми като „Хобит: Пущинакът на Смог“, „Замръзналото кралство“, „Водещият 2: Легендата продължава“ и „Американска схема“.

## Награди и номинации
| Категория                              | Номиниран(и)                         | Резултат               |
| Оскар (2 март 2014 г.)                 | Оскар (2 март 2014 г.)               | Оскар (2 март 2014 г.) |
| -------------------------------------- | ------------------------------------ | ---------------------- |
| Най-добър филм                         | Най-добър филм                       | номинация              |
| Най-добър режисьор                     | Мартин Скорсезе                      | номинация              |
| Най-добър адаптиран сценарий           | Терънс Уинтър                        | номинация              |
| Най-добра мъжка роля                   | Леонардо ди Каприо                   | номинация              |
| Най-добра поддържаща мъжка роля        | Джона Хил                            | номинация              |
| Награда на БАФТА (16 февруари 2014 г.) |                                      |                        |
| Най-добър филмов монтаж                | Най-добър филмов монтаж              | номинация              |
| Най-добра режисура                     | Мартин Скорсезе                      | номинация              |
| Най-добър адаптиран сценарий           | Терънс Уинтър                        | номинация              |
| Най-добър актьор в главна роля         | Леонардо ди Каприо                   | номинация              |
| Златен глобус (12 януари 2014 г.)      |                                      |                        |
| Най-добър актьор в мюзикъл или комедия | Леонардо ди Каприо                   | награда                |
| Най-добър филм – мюзикъл или комедия   | Най-добър филм – мюзикъл или комедия | номинация              |
| Сателит (23 февруари 2014 г.)          |                                      |                        |
| Най-добър филм                         | Най-добър филм                       | номинация              |
| Най-добър филмов монтаж                | Най-добър филмов монтаж              | номинация              |
| Най-добър режисьор                     | Мартин Скорсезе                      | номинация              |
| Най-добър адаптиран сценарий           | Терънс Уинтър                        | номинация              |
| Най-добър актьор                       | Леонардо ди Каприо                   | номинация              |
| Емпайър (30 март 2014 г.)              |                                      |                        |
| Най-добър женски дебют                 | Марго Роби                           | награда                |
| Най-добър актьор                       | Леонардо ди Каприо                   | номинация              |

## В България
На 10 януари 2014 г. филмът е пуснат по кината в разпространение от Би Ти Ви Студиос, а на 22 декември в същата година е излъчен премиерно по bTV Cinema с български дублаж, записан в студио Медия Линк.
| Озвучаващи артисти  | Ася Рачева Йорданка Илова Даниел Цочев Стефан Сърчаджиев-Съра Пламен Манасиев |
| Преводач            | Пламен Узунов                                                                 |
| Тонрежисьор         | Емил Енев                                                                     |
| Режисьор на дублажа | Михаела Минева                                                                |